# Патрикей Наримунтович
Патрикей Наримунтович или Патрикей Глебович (умер после 1408) — удельный князь из рода Гедиминовичей. Служилый князь Новгородской республики литовского происхождения.
В польских родословцах XVIII века его матерью называют дочь хана Тохты.

## Биография
Внук великого князя литовского Гедимина.
В 1383—1386 годах и с 1398 года Патрикей был княжеским наместником Великого княжества Литовского в Новгороде, куда прибыл по приглашению боярского совета и был принят с большими почестями, получил в кормление города: Орехов, Корелу, а также село Лужское.
В 1384 году князь Патрикей расширил владения вдоль Ревельской дороги на запад и этим получил в управление всё южное побережье Финского залива до реки Нарвы.
Когда в 1386 году Дмитрий Донской собрался в поход на Новгород за разбои местных ушкуйников на торговых путях, которые происходили не без влияния Патрикея и других князей, новгородские жители, вероятно, по требованию Дмитрия, в 1388 году забрали у Патрикея Ладогу и Руссу и передали их другому литовскому князю — Лугвению Ольгердовичу.
В 1408 году Патрикей выехал на службу к московскому князю Василию I.

### Сыновья

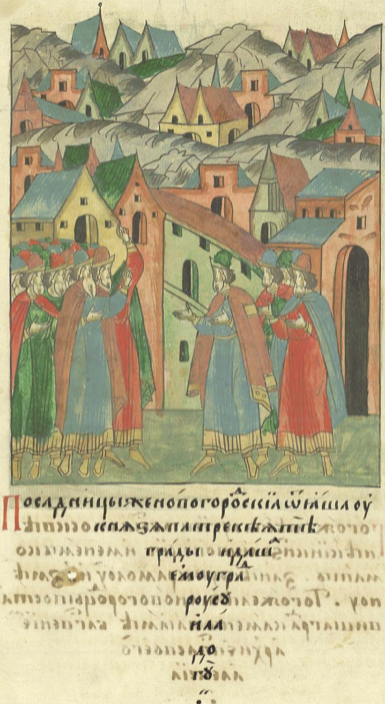
Новгородские посадники отбирают земли у Патрикея Наримутовича

Информация о потомках Патрикея содержится в «Бархатной книге»: «… А у Нариманта былъ сынъ Князь Патрекей. А у Князя Патрекея были 3 сына. Князь Федоръ; отъ него пошли Хованские. Князь Юрьи, была за нимъ дочь Великаго Князя Васильева; отъ него пошли Булгаковы, Щенятевы, Куракины, Голицыны. Князь Александро; отъ него пошли Корецкие…».
В ранней историографии отождествляется с Патрикеем Давыдовичем стародубским (Северской земли), упомянутом в Любецком синодике в таком качестве. На этом основании Патрикей Наримунтович считается отцом Александра Патрикеевича стародубского. Новые исследователи отмечают, что имя Наримунта в крещении было Глеб, а не Давыд, а Давыд был совершенно отдельным князем, служившим на западных рубежах Литвы против крестоносцев.

### В культуре
В честь князя Патрикея Наримунтовича назван персонаж русских сказок Лиса Патрикеевна.